# Мурхед, Аарон
А́арон Скотт Му́рхед (англ. Aaron Scott Moorhead; род. 3 марта 1987, Тарпон-Спрингс, Флорида, США) — американский кинорежиссёр, продюсер, кинооператор, монтажер и актёр. Наиболее известен своей работой с творческим партнёром Джастином Бенсоном.

## Жизнь и карьера
Мурхед вырос в Тарпон-Спрингс и учился в средней школе Университета Палм-Харбор.
Его сотрудничество со сценаристом и продюсером Джастином Бенсоном привело к созданию двух, признанных критиками, полнометражных фильмов ужасов: «Ломка» (2012) и «Весна» (2015), первый спецпоказ которого состоялся на Международном кинофестивале в Торонто в сентябре 2014 года, а выход в прокат — в марте 2015 года. В обоих фильмах, Мурхед выступает в качестве сорежиссёра, продюсера и оператора-постановщика.
Его работу с Бенсоном также можно найти в сегменте «Bonestorm» американского антологического фильма ужасов «З/Л/О: Новый вирус» (2014).
Их фильм «Паранормальное» (2017), премьера которого состоялась на конкурсе кинофестиваля «Трайбека» в 2017 году, был приобретен для проката в 2018 году компанией Well Go USA Entertainment.
В январе 2021 года, Аарон Мурхед вместе с коллегой Бенсеном присоединились к проекту медиафраншизы «Кинематографическая вселенная Marvel» — телесериалу «Лунный рыцарь», написав сценарии к эпизодам «Summon the Suit» и «The Tomb», которые прошли так хорошо, что студия захотела, чтобы они работали также и над другими проектами.
В феврале 2022 года Аарон Мурхед и Джастин Бенсон были наняты студией для постановки большей части эпизодов второго сезона сериала «Локи».

## Фильмография

### Фильмы
| Год  | Название                  | Режиссёр | Оператор-постановщик | Продюсер | Редактор | Комментарии          |
| ---- | ------------------------- | -------- | -------------------- | -------- | -------- | -------------------- |
| 2012 | Ломка                     | Да       | Да                   | Да       | Да       | Роль: Аарон          |
| 2014 | З/Л/О: Новый вирус        | Да       | Да                   | Да       | Да       | Сегмент: «Bonestorm» |
| 2015 | Весна                     | Да       | Да                   | Да       | Да       |                      |
| 2017 | Паранормальное            | Да       | Да                   | Да       | Да       | Роль: Аарон          |
| 2019 | Грань времени             | Да       | Да                   | Да       | Да       |                      |
| 2019 | После полуночи            | Нет      | Нет                  | Да       | Нет      |                      |
| 2020 | Она умрёт завтра          | Нет      | Нет                  | Да       | Нет      |                      |
| 2022 | Сверхъестественное. Знаки | Да       | Да                   | Да       | Да       | Роль: Джон           |

### Телевидение
| Год  | Название        | Эпизод(-ы)                                                       |
| ---- | --------------- | ---------------------------------------------------------------- |
| 2020 | Сумеречная зона | 8                                                                |
| 2022 | Архив 81        | «Ужас в проходах» и «Слышащие духов»                             |
| 2022 | Лунный рыцарь   | «Призови костюм» и «Гробница»                                    |
| TBA  | Локи            | «Уроборос», «Сердце УВИ», «Наука / Фантастика», «Славная миссия» |